# Danny Lyon

Tři chlapci a grafiti, Brooklyn, Lynch Park, New York, červen 1974, cyklus DOCUMERICA, archiv NARA

Děti na pláži, Brooklyn, New York, 1974, cyklus DOCUMERICA, archiv NARA

Danny Lyon (* 16. března 1942, Brooklyn, New York, USA) je americký fotograf - samouk a filmař.

## Život a dílo
Narodil se v roce 1942 v newyorském Brooklynu jako syn ruské Židovky Rebeccy Henkinové a německého Žida Ernsta Fredricka Lyona. Danny byl přijat na Kew Gardens v Queensu a poté pokračoval ve studiu historie na University of Chicago, kde promoval s titulem BcA. v roce 1963.
V témže roce publikoval své první fotografie, když pracoval pro studentský nenásilný koordinační výbor. Jeho dokumentární snímky se objevily v knize The Movement o organizaci Hnutí za občanská práva na jihu USA.
Později začal vydávat své vlastní knihy. Jeho první studie pojednávala o motorkářích ve sbírce Bikeriders (1967), kde byl více než jen fotograf motocyklistů na americkém Středozápadu 1963 - 1967. Kromě toho se také stal členem chicagského klubu Outlaws Motorcycle Club, cestoval s nimi a sdílel jejich životní styl. Podle něj samotného se jedná o "pokus o záznam a oslavu života amerického bikeridera." Série byla značně populární a měla vliv v letech 1960 až 1970. Během 70. let také pracoval pro státní americkou agenturu pro ochranu životního prostředí a jejich projekt DOCUMERICA.
V roce 1969 publikoval další svůj projekt The Destruction of Lower Manhattan (vydal Macmillan Publishers). Kniha dokumentuje rozsáhlé demolice probíhající v celém Dolním Manhattanu v roce 1967. Fotografie zachycují ničení ulic a budov, portréty posledních tam žijících opozdilců a snímky přímo ze samotné demolice. Kniha se původně prodávala kus za jeden dolar, ale brzy se z ní stal sběratelský kousek. Později byla znovu vydána v roce 2005.
Conversations with the Dead (1971) byl vydáván s plnou spolupráci s texaským ministerstvem nápravy (Texas Department of Corrections). Lyon fotografoval v šesti věznicích více než čtrnáct měsíců od roku 1967 do roku 1968. Série vyšla v knižním vydání v roce 1971 (vydal Holt publishing). Lyon v knížce píše: Snažil jsem udělat obrázek o vězení jako stresující, protože jsem věděl, že to tak ve skutečnosti je.
Všechny jeho publikované práce jsou vytvořeny ve stylu fotografického nového žurnalismu, což znamená, že fotograf se do reportáže "ponoří" a je účastníkem dokumentovaného příběhu.
Získal stipendium nadace Solomona R. Guggenheima na fotografování v roce 1969 a pro filmovou tvorbu v roce 1979. Měl samostatné výstavy v institucích jako Whitney Museum of American Art, Museum of Modern Art, Art Institute of Chicago a v centru Center for Creative Photography na univerzitě University of Arizona. Je zakládajícím členem fotografické skupiny Bleak Beauty. Velmi jej podporoval v jeho dokumentární tvorbě kurátor Hugh Edwards.

### Projekt Documerica
Byl součástí projektu DOCUMERICA americké agentury pro ochranu životního prostředí. V období 1971-77 vznikl program sponzorovaný americkou Agenturou pro ochranu životního prostředí (EPA), jehož úkolem bylo pořídit „fotografický dokument subjektů z hlediska životního prostředí“ na území Spojených států. EPA najala externí fotografy k fotografování objektů jako například zeměpisné oblasti s environmentálními problémy, EPA aktivity a každodenní život. Správa národních archivů a záznamů část tohoto katalogu zdigitalizovala a lze v něm najít odkaz na řadu fotografií autora.

## Galerie

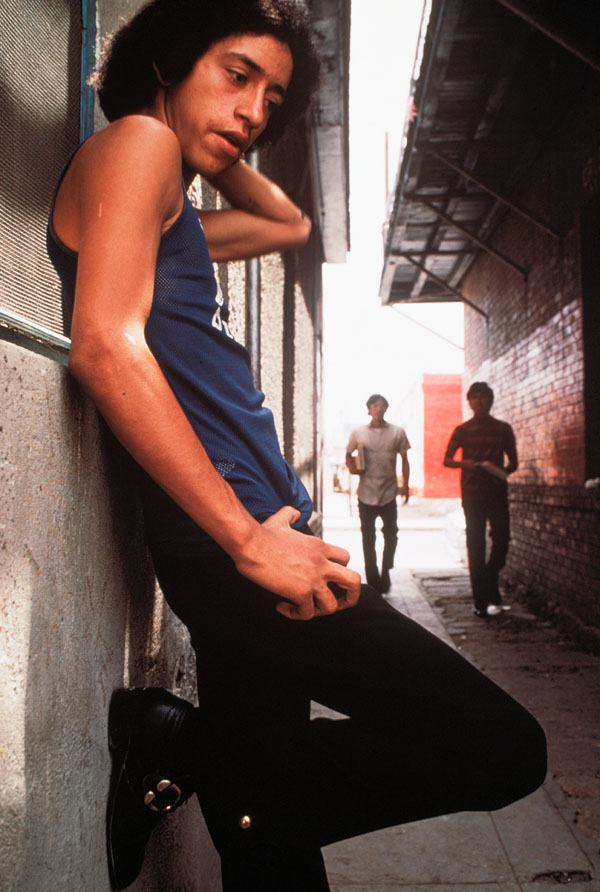
Chicano
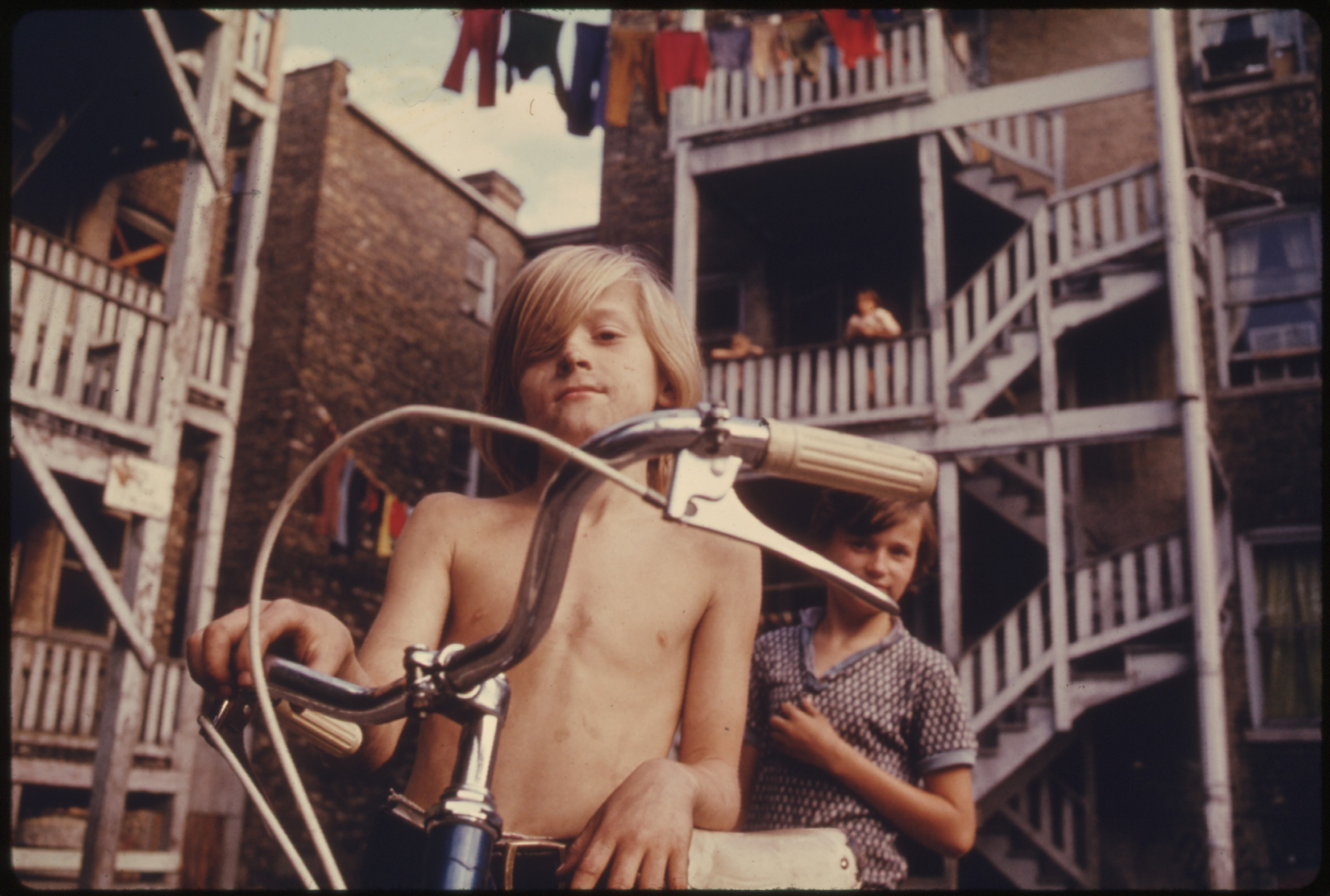
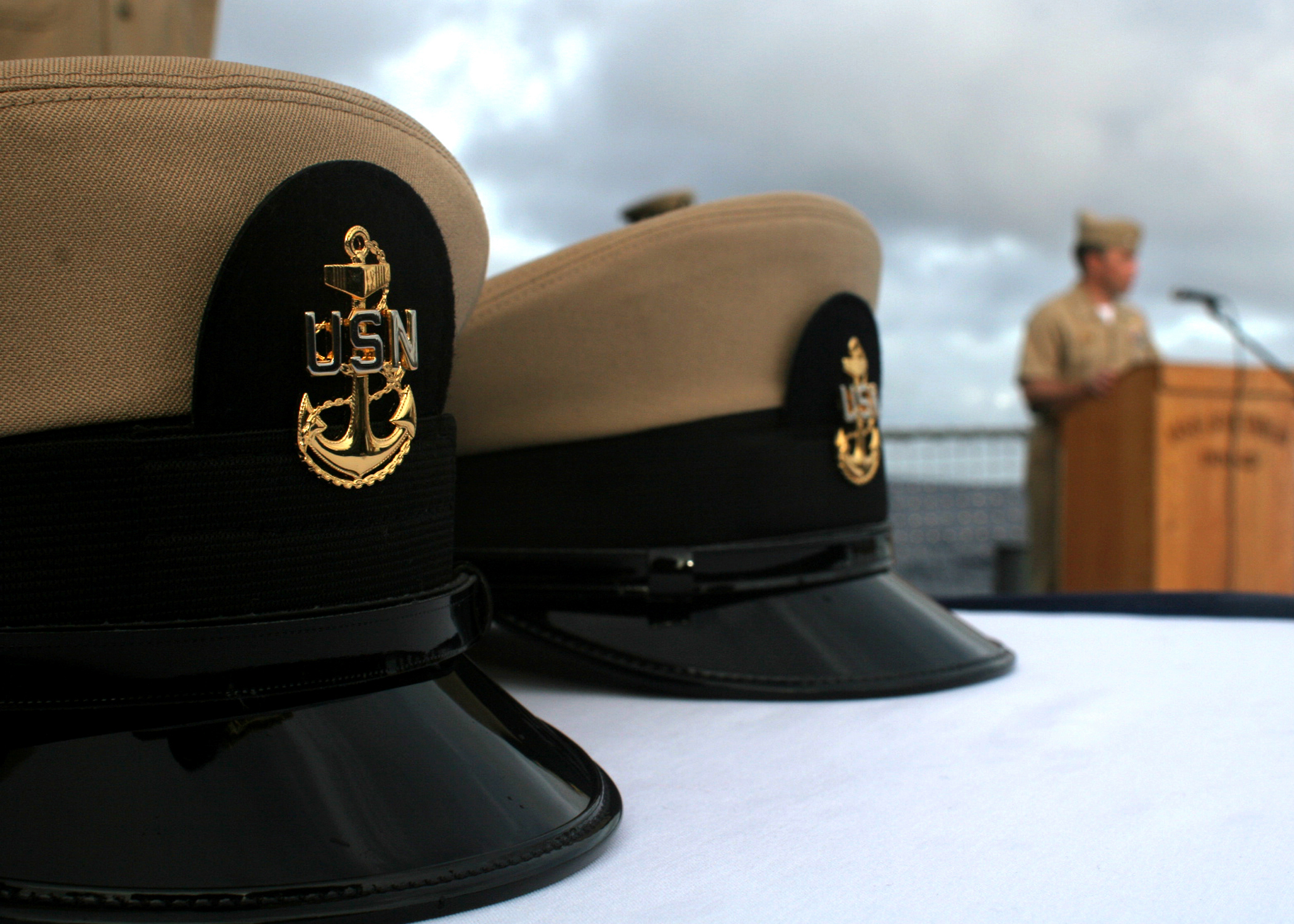